# Kapronczay Károly
Kapronczay Károly (Budapest, 1941. február 28. – 2023. március 1.) magyar történész, levéltáros, polonista, egyetemi tanár, az MTA doktora.

## Életpályája
1959-ben érettségizett a budapesti Toldy Ferenc Gimnáziumban, majd az Eötvös Loránd Tudományegyetem Bölcsészettudományi Karán szerzett történelem–könyvtár szakos diplomát 1968-ban. 1988-tól a Magyar Tudományos Akadémia Magyar–Lengyel Történészbizottságának tagja és titkára. 1990 és 1994 között a Belügyminisztérium miniszteri főtanácsadója. 
1969-től a Semmelweis Orvostörténeti Múzeum, Könyvtár és Levéltár munkatársa, 2000-től főigazgatója, 2008-tól címzetes főigazgatója. 2008-tól a Semmelweis Orvostudományi Egyetem címzetes egyetemi tanára. 2011-től a Magyar Tudományos Akadémia doktora. 
Szakterülete a magyarországi orvostörténet és közegészségügy, valamint a magyar–lengyel kapcsolatok története. Munkásságát a Lengyel Köztársaság 1999-ben a Lengyel Érdemrend lovagkeresztjével ismerte el. Legutóbbi munkája A magyar–lengyel orvosi és közegészségügyi kapcsolatok múltjából címmel 2013-ban jelent meg. 
1999 óta a Közép- és Kelet-európai Történelem és Társadalom Kutatásáért Közalapítvány kuratóriumának tagja, utóbb elnöke.

## Kitüntetése
- A Magyar Érdemrend tisztikeresztje (2003)

## Művei
- Kapronczay Károly–Remetei Filep Ferenc: Körmend egészségügyének története; Körmend Város Tanácsa, Körmend, 1983 (Körmendi füzetek)
- Magyarok és lengyelek, 1939–1945. Menekültügy; összeáll. Kapronczay Károly; Gondolat, Budapest, 1991
- Szüntelen harc. A Baltikum rövid története; Budapesti Ismeretterjesztő Társulat, Budapest, 1991 (ÉT könyvek)
- Akkor nem volt Lengyelország... Lengyel menekültek Magyarországon, 1939–1944; Magvető, Budapest, 1992
- Lengyel katonák magyar földön; Zrínyi, Budapest, 1994
- id. Antall József: Menekültek menedéke. Emlékek és iratok. Egy magyar humanista a 20. században; összeáll., bev., szerk. Kapronczay Károly; Mundus, Budapest, 1997 (Mundus – emlékiratok)
- Magyarországi lengyelek; kieg. Sutarski Konrád, Bros Stanisławné; Körtánc Egyesület, Budapest, 1998 (Körtánc füzetek)
- A nemzetgyűlés elnöke volt. Kilenc évtized a 20. századból. Varga Béla vallomásai életútjáról, 1991-ben; Mundus, Budapest, 1998 (Az Antall József Emlékbizottság és Baráti Társaság évkönyvei)
- Refugees in Hungary. Shelter from storm during World War II; angolra ford. Eva Barcza-Bessenyey; Matthias Corvinus Publishing, Toronto–Buffalo, 1999
- Híres magyar orvosok; szerk. Kapronczay Károly, Vizi E. Szilveszter; Magyar Tudományos Akadémia–Semmelweis Orvostörténeti Múzeum, Könyvtár és Levéltár–Galenus, Budapest, 2000
- Polsko-węgierskie związki lekarskie (Magyar–lengyel orvosi kapcsolatok); Oficyna Cracovia, Kraków, 2000
- A magyar–lengyel történelmi kapcsolatok évszázadai; Mundus, Budapest, 2000 (A magyar műveltség 1100 éve)
- Fejezetek 125 év magyar egészségügyének történetéből; Tarsoly–Semmelweis Orvostörténet Múzeum, Könyvtár és Levéltár, Budapest, 2001 (Libri historiae medicae)
- A Richter Gedeon Rt. 100 éves története; szerk. Kapronczay Károly, Magyar László; Medicina, Budapest, 2001
- Adatok a magyarörmény orvosok és gyógyszerészek történetéhez; Örmény Kisebbségi Önkormányzat, Budaörs, 2002 (Magyar-örmény könyvtár)
- Balassa János és a pesti orvosi iskola; OPKM, Budapest, 2002 (Mesterek és tanítványok)
- Magyar orvoséletrajzi lexikon; Mundus, Budapest, 2004 (Orvostudományi, orvostörténeti kiadványok)
- Közép-Európa orvosképzése; Országos Pedagógiai Könyvtár és Múzeum, Budapest, 2004
- Semmelweis; angolra ford. Galántai Dávid; Semmelweis Museum, Library and Archives of the History of Medicine, Budapest, 2004
- Az ápolás-, ápolóképzés és kórházügy története Magyarországon; Semmelweis Orvostörténeti Múzeum, Könyvtár és Levéltár, Budapest, 2005
- Kapronczay Károly–Kapronczay Katalin: Az orvostörténelem Magyarországon. Egy szaktudomány története; Semmelweis Orvostörténeti Múzeum, Könyvtár, Levéltár–Országos Pedagógiai Könyvtár és Múzeum, Budapest, 2005
- A politikus Antall József – az európai úton. Tanulmányok, esszék, emlékezések a kortársaktól; szerk. Jeszenszky Géza, Kapronczay Károly, Biernaczky Szilárd; Mundus, Budapest, 2006 (Az Antall József Emlékbizottság és Baráti Társaság évkönyvei)
- A magyarországi közegészségügy története, 1770–1944. Jogalkotás, közegészségügyi intézmények, szakirodalom; összeáll. Kapronczay Károly, előszó Tompa Anna, sajtó alá rend. Gazda István; SE Közegészségtani Intézet–Semmelweis Orvostörténeti Múzeum, Könyvtár és Levéltár–Magyar Tudománytörténeti Intézet, Budapest, 2008 (Magyar tudománytörténeti szemle könyvtára)
- A Semmelweis család története; Semmelweis, Budapest, 2008
- Lengyel menekültek Magyarországon, 1939–1945; Mundus, Budapest, 2009 (Az Antall József Emlékbizottság és Baráti Társaság évkönyvei)
- Magyary-Kossa Gyula és Győry Tibor hatása a magyar orvostörténeti iskolára; OFI OPKM, Budapest, 2009 (Mesterek és tanítványok)
- A magyarországi közegészségügy szakterületeinek történetéből, 1876–1944; összeáll. Kapronczay Károly, sajtó alá rend. Gazda István; Magyar Tudománytörténeti Intézet–Semmelweis Orvostörténeti Múzeum, Könyvtár és Levéltár, Piliscsaba–Budapest, 2010 (Magyar tudománytörténeti szemle könyvtára)
- Az orvostörténelem századai; Semmelweis, Budapest, 2010
- Gyógyító Budapest; Holnap, Budapest, 2011 (Mesél a város)
- Az orvostörténész, művelődéstörténész és tudományszervező Antall József írásaiból születése 80. évfordulója tiszteletére; összeáll. Kapronczay Károly, sajtó alá rend. Gazda István; Magyar Orvostörténelmi Társaság–Semmelweis Orvostörténeti Múzeum, Könyvtár és Levéltár – Magyar Tudománytörténeti és Egészségtudományi Intézet. Budapest–Piliscsaba, 2012 (Magyar tudománytörténeti szemle könyvtára)
- Közép-Kelet-Európa orvosi múltja; Johan Béla Alapítvány, Budapest, 2013
- A magyar–lengyel és lengyel–magyar orvosi-közegészségügyi kapcsolatok múltjából, 1945-ig; Magyar Tudománytörténeti és Egészségtudományi Intézet. Budapest, 2013 (Magyar tudománytörténeti szemle könyvtára)
- Pro nonagesimo. Tanulmányok Schultheisz Emil professzor 90. születésnapjára; szerk. Kapronczay Károly, Kapronczay Katalin; Semmelweis, Budapest, 2013
- A Magyar Orvostörténelmi Társaság története; Semmelweis, Budapest, 2014
- Háború és orvoslás. Az I. világháború katonaegészségügye, annak néhány előzménye és utóélete. Orvostörténeti tanulmányok; összeáll. Kapronczay Károly. Magyar Orvostörténelmi Társaság. Budapest, 2015 (Magyar tudománytörténeti szemle könyvtára)
- Semmelweis; összeáll. Kapronczay Károly; MTA Orvostörténeti Munkabizottsága – Kőbánya Önkormányzata – Magyar Tudománytörténeti és Egészségtudományi Intézet. Budapest–Piliscsaba, 2015 (Magyar tudománytörténeti szemle könyvtára)
- Fejezetek a magyar gyógyszerészet történetéből; összeáll. Kapronczay Károly, Kapronczay Katalin; Johan Béla Alapítvány – Magyar Tudománytörténeti és Egészségtudományi Intézet. Budapest, 2016 (Magyar tudománytörténeti szemle könyvtára)
- Orvosok az 1956-os forradalomban és szabadságharcban. Egészségügyiek a forradalomtól a megtorlásig. Naplók, iratok, egykorú dokumentumok tükrében; összeáll. Kapronczay Károly, sajtó alá rend. Gazda István, szakszerk. Bodorné Sipos Ágnes; MOT, Budapest, 2017 (Magyar tudománytörténeti szemle könyvtára)
- Az I. világháború magyar orvosi emlékeiből. Magyar Orvostörténelmi Társaság. Budapest, 2017 (Magyar tudománytörténeti szemle könyvtára)
- A Semmelweis Orvostörténeti Könyvtár története 1837-től napjainkig; Johan Béla Alapítvány–Magyar Tudománytörténeti és Egészségtudományi Intézet, Budapest, 2017 (Magyar tudománytörténeti szemle könyvtára)
- A magyar közegészségügy az I. világháborút és a Trianont követő években. Magyar Orvostörténelmi Társaság. 2018 (Magyar tudománytörténeti szemle könyvtára)
- Lengyelország és a lengyel–magyar kapcsolatok 20. századi történetéből; Johan Béla Alapítvány–Magyar Tudománytörténeti és Egészségtudományi Intézet–Kőbánya Önkormányzata, Budapest, 2018 (Magyar tudománytörténeti szemle könyvtára)
- id. Antall József: Lengyel menekültek Magyarországon a háború alatt / Kapronczay Károly: Lengyelek és magyarok. Fejezetek az 1939 és 1944 közötti időszak történetéből; Magyar Orvostörténelmi Társaság–Magyar Tudománytörténeti és Egészségtudományi Intézet, Budapest, 2019
- A magyar közegészségügy az OKI működésének kezdetétől a II. világháború kitöréséig; összeáll. Kapronczay Károly, közrem. Kapronczay Katalin;  MOT, Bp., 2019 (Magyar tudománytörténeti szemle könyvtára)
- Trianon és a magyar köz- és egészségügyi szolgálat; összeáll. Kapronczay Károly; Magyar Orvostörténelmi Társaság, Bp., 2021
- Lengyelek – szlávok – magyarok. Kapcsolattörténeti tanulmányok; MOT, MTA Orvostörténeti Munkabizottsága, Magyar Tudománytörténeti és Egészségtudományi Intézet, Bp., 2022 (Magyar tudománytörténeti szemle könyvtára)